# Fate (gioco di ruolo)
Fate  è un regolamento generico di gioco di ruolo basato sul sistema Fudge. Non ha ambientazione, tratti o genere fissi ed è quasi interamente personalizzabile. È progettato per porre il minor numero possibile di ostacoli al gioco di ruolo, assumendo che i giocatori non vogliano effettuare grandi quantità di tiri con i dadi.
Fate è opera di Fred Hicks e Rob Donoghue, con la prima edizione pubblicata gratuitamente agli inizi del 2003 e la versione più recente (la quarta) pubblicata tramite una raccolta fondi di grande successo su Kickstarter nel 2013. Fate ha raccolto un gran numero di appassionati sia per il suo alto livello di supporto, inusuale per un gioco gratuito, sia per le meccaniche di gioco innovative.

## Sistema
(Nota: questa sezione si riferisce all'ultima edizione, Fate Core)
Fate è basato sul vecchio sistema Fudge e di questo usa la scala testuale e gli speciali dadi, ma la maggior parte delle versioni di Fate evitano l'uso di tratti obbligatori come Forza e Intelligenza. Esse utilizzano, invece, una lista di abilità (skill) ed assumono che ogni personaggio sia "mediocre" in tutte le abilità eccetto quelle nelle quali è definito espressamente come capace. Le capacità eccezionali sono definite tramite l'uso di talenti (stunts) ed aspetti (aspects).
Un aspetto è una descrizione libera di un elemento (vero) degno di nota del personaggio o della scena. Un aspetto rilevante può essere invocato per ottenere un bonus dopo il tiro (un +2 o la possibilità di rilanciare i dati) spendendo un Punto Fato e può essere tentato per influenzare la scena offrendo un Punto Fato alla persona che detiene l'aspetto per metterla in una situazione di svantaggio relativa all'aspetto stesso. Il manuale porta come esempio di aspetto tentato i Rivali nell'Arcano Collegio di uno dei personaggi giocanti, con l'effetto di attaccarlo durante il bagno in modo che non abbia accesso all'equipaggiamento magico.
I talenti (stunts) sono abilità eccezionali che forniscono al personaggio uno specifico beneficio nelle meccaniche di gioco; possono essere tratti da una lista predefinita inclusa nelle regole oppure creati usando le linee guida fornite dagli autori.

## FATE oppure Fate (convenzioni di nome)
Quando il gioco fu pubblicato per la prima volta, FATE era considerato l'acronimo di "Fudge Adventures in Tabletop Entertainment" e in seguito “Fantastic Adventures in Tabletop Entertainment”. Più di recente, con la sua 4ª edizione, FATE è stato semplifcato per essere soltanto Fate e non è più un acronimo.

## Edizione italiana
Nella seconda metà del 2013 è iniziata una traduzione amatoriale del sistema di gioco, disponibile sotto licenza Creative Commons.
A metà del 2014 è stata lanciata una campagna di raccolta fondi conclusasi con successo sulla piattaforma di crowdfunding Ulule per finanziare un'edizione cartacea italiana ufficiale di Fate.

## GDR basati su Fate
Questo elenco include sia diverse implementazioni del sistema di Fate sia GDR esplicitamente ispirati da esso.
- Achtung! Cthulhu (GDR Lovecraftiano ambientato ai tempi del nazismo)
- Age of Arthur (Britannia Post-Romana)
- Agents of S.W.I.N.G.
- Atomic Robo
- Awesome Adventures
- Base Raiders (Super Powered Dungeon Crawling)
- Berin Kinsman's Kaiju Patrol
- Blood & Honor
- Bulldogs!
- Chronica Feudalis
- Dawning Star: Fate of Eos
- Diaspora (Space Opera)
- Edrigohr (Dark Age of Legends)
- The Dresden Files (Racconti Pulp ambientati in un mondo di maghi moderni)
- Houses of the Blooded
- ICONS
- The Kerberos Club (Fate Edition)
- Legends of Anglerre
- Malmsturm
- Mecha vs. Kaiju
- Mindjammer
- Nova Praxis (Fantascienza Transumanista)
- Spirit of the Century
- Starblazer Adventures (basato sulla serie a fumetti Starblazer dietro licenza di DC Thomson)
- Starship Tyche
- Strands of Fate (Presenta le regole di Fate come sistema universale per utilizzare qualsiasi genere, livello di potere e ambientazione.)
- A World of Dew
- Evolution Pulse (prima ambientazione interamente italiana, fantascienza cyberpunk intrisa di Horror)
- Dunqora (secondo prodotto tutto italiano, piccola avventura fantasy per principianti)

## Premi
Negli Indie RPG Awards del 2003, Fate vinse alcuni premi:
- Primo Premio - Best Free Game of the Year
- Primo Premio - Best Support
- Terzo Premio - Indie RPG of the Year
- Assegnazione - Andy's Choice Award

Il gioco di ruolo Fate ha vinto i seguenti ENNIES awards:
- 2014 Best Website, Silver Winner per Fate SRD; Best Aid/Accessory, Silver Winner per Eldritch Fate Dice; Best Family Game, Gold Winner per Fate Accelerated Edition; Best Game, Gold Winner per Fate Core System; Best RPG Related Product, Silver Winner per Strange Tales of the Century; Best Rules, Gold Winner per Fate Core System; Best Supplement, Silver Winner per Fate System Toolkit; Product of the Year, Silver Winner per Fate Core System[6]
- 2011 Best Game, Gold Winner; Best New Game, Gold Winner; Best Production Values, Silver Winner; Best Rules, Gold Winner; Best Writing, Gold Winner; Product of the Year, Silver Winner — Dresden Files Roleplaying Game[7]
- 2008 Nominated for Best Supplement — Spirit of the Season[8]
- 2007 Best Rules, Silver Winner; Best Game, Honorable Mention — Spirit of the Century[9]

Inoltre, ha ottenuto la Nomination come finalista al Gioco di Ruolo dell'Anno 2015